# Jean-Baptiste Sauvage
Jean-Baptiste Sauvage ou parfois Jean Sauvage, né le 30 septembre 1908 à Marcq-en-Barœul et mort à Annecy le 28 octobre 1991, était un évêque catholique français, évêque d'Annecy de 1962 à 1987.

## Biographie
Fils d'un ancien marbrier, élu local, Jean Sauvage est l’aîné de six enfants. Il fréquente les séminaires d'Haubourdin, de Marville[Lequel ?] puis de Lille. Il a été licencié en philosophie et théologie. Il a été ordonné prêtre le 26 mai 1934. Envoyé à l'Institut biblique pontifical de Rome, il revient en France licencié en sciences bibliques, avant d'enseigner au séminaire Saint-Thomas. Il a été mobilisé en 1940, il est fait prisonnier et déclaré malade l'an suivant.
Après la guerre, le chanoine Sauvage devient peu à peu l'un des proches collaborateur du cardinal Achille Liénart. Avant cela, il a été enseignant puis supérieur aux séminaires de Lille et de Saint-Thomas. En 1953, il intègre le conseil épiscopal du diocèse de Lille. Après le décès en fonction d'Auguste Cesbron, la cathèdre d'Annecy se retrouve vacante. Jean XXIII le nomme donc le 28 septembre 1962 soit quelques semaines avant le Concile Vatican II. Il est consacré à Lille le 3 novembre suivant avant de partir deux jours plus tard pour Rome. Il faudra attendre le 17 novembre pour que Jean-Baptiste Sauvage s'installe officiellement à Annecy. En effet, ses premiers mois d'épiscopat ont été occupés par le Concile. Ses nouveaux paroissiens établis en Italie n'ont pas hésité à le rencontrer à Rome.
Sauvage a intégré lors de ce concile un groupe informel surnommé "l'évêque du Concile", groupe que fréquentait aussi Karol Wojtyla. Une amitié naît entre les deux hommes. En 1978, Sauvage l'invite à présider la semaine salésienne. Mais il a été empêché par le Conclave de 1978 qui a intronisé son prédécesseur Jean-Paul Ier, mort après 33 jours de pontificat. Ce n'est donc qu'en 1986 que Jean-Paul II a honoré l'invitation de Sauvage, alors évêque émérite.
Jean-Baptiste Sauvage a donc été l'évêque d'Annecy qui a participé au Concile Vatican II mais aussi celui qui a été chargé de l'appliquer dans son diocèse. Il a donc popularisé la messe lue face à l'Assemblée ou encore l'engagement des laïcs dans le diocèse. Il a aussi favorisé le dialogue entre les religions et l'œcuménisme.
C'est lui qui ordonne prêtre, le 4 juillet 1965 à Paris, Pierre Claverie, religieux dominicain, futur évêque d'Oran, martyr d'Algérie. Le 19 mars 1972, il ordonne Raymond Bouchex, natif de Lugrin, évêque auxiliaire d'Aix-en-Provence en l'église Saint-Maurice d'Annecy.
Le 12 octobre 1980, le Pape lui accorde un évêque auxiliaire en la personne d'Hubert Barbier, qui lui succédera après sa démission pour raison d'âge le 27 septembre 1983. Il choisit de vivre sa retraite à Annecy, dans les pas de son prédécesseur François de Sales. Il décède le 28 octobre 1991.